# Поражение от електрически ток
Поражение от електрически ток се нарича въздействието върху човешкото тяло, което причинява електрическият ток при протичане през него. Големината на протеклия през тялото ток зависи от приложеното напрежение и от съпротивлението на тялото по пътя на тока. Електрическото съпротивление на човешкото тяло зависи от своя страна от следните фактори:
1. Големина и продължителност на прилагане на напрежението;
2. Състояние на кожата на мястото на допиране;
3. Налягане и повърхност на електродите;
4. Път на тока през тялото.

Фактори, влияещи върху степента на въздействие на електрически ток при преминаването му през организма:
1. Сила и честота на тока, преминал през тялото
2. Продължителност на действието на тока
3. Пътят, по който е преминал токът през тялото
4. Състояние на организма при попадането му под напрежение

Тялото на човек представлява проводник на електрически ток със съпротивление r2 = 800÷1200 Ω, покрит от всички страни с несъвършен диелектрик – кожата. Съпротивлението на кожата Z1 и Z3 зависи главно от съпротивлението на епидермиса с дебелина 0,05÷0,2 mm. В него има отверстия за потните канали и за преминаване на космите, което прави този пласт несъвършен диелектрик с променящо се съпротивление от 0 (при пробив) до 10÷100 kΩ. Пробивът на кожата става по въздуха на мястото отверстията при U > 250 V или по стените на отверстията при U ≤ 250 V.
Стойностите на токовете показани долу съответстват на всяко напрежение което е достатъчно голямо да преодолее съпротивлението на повърхностния слой на кожата и други телесни структури.
Степени на електропоражение при протичане на ток през човека в продължение на 1 s:
Ih< 0,5 mA – „Безопасен“ ток за човека.
Ih = 0,6 – 1,5 mA – Усещане на протичащия ток през човека. Леко затопляне на живата тъкан.
Ih = 1,5 – 10 mA – Изтръпване на крайниците, съкращаване на мускулите, повишаване на артериалното налягане. Възможно е самостоятелно отделяне на човека от тоководещите части (отпускащ ток).
Ih = 10 – 20 mA – Предизвиква рязко съкращаване на мускулите, болезнено треперене на крайниците и тялото. Не е възможно самостоятелно отделяне на човека от тоководещите части (неотпускащ ток).
Ih = 20 – 100 mA – Силно затруднени дихателни движения, загубване на съзнание и рефлекси, прекратяване на дишането и сърдечната дейност. Настъпва клинична смърт.
Ih = 100 – 5000 mA – Предизвикват неконтролируеми хаотични съкращения на сърдечния мускул, наречени фибрилация на сърцето, нарушаване и прекратяване на кръвообръщението, спиране на дишането. Настъпва смърт.
Ih > 5000 mA – Парализиране на сърцето и дихателните органи, тежки външни и вътрешни изгаряния, смърт.
Смърт може да последва при всяко поражение от електрически ток при достатъчна големина на тока и продължителност на въздействие. Малки токове (40 – 700 mA) често предизвикват фибрилация на сърцето, което е обратимо с дефибрилатор, но големи токове (по-големи от 1 A) предизвикват трайно увреждане чрез изгаряне и клетъчни увреждания. Сърцето най-много се уврежда от токови удари, а след това е мозъкът. Жените са по-чувствителни към макрошокове, отколкото мъжете, но мъжете са еднакво чувствителни към микрошокове.
В САЩ се прилага смъртно наказание чрез пропускане на силен електрически ток (на английски: electrocution) през човешкото тяло, като осъденият е привързан към електрически стол.